# Tomas Olsson
Tomas Olsson (17 maggio 1972) è un ex calciatore svedese, di ruolo centrocampista.

## Carriera

### Club
Olsson vestì la maglia del Degerfors dal 1991 al 1999, fatta eccezione per una parentesi al Tidaholms GoIF nel 1994: per il Degerfors, giocò 71 partite nell'Allsvenskan e realizzò 6 reti. Emigrò poi in Norvegia, per giocare al Larvik Turn prima e al Larvik poi. Nel 2002 tornò in Svezia, per giocare nello Ölme.